# Assedio di Sluis (1603)
L'assedio di Sluis del 1604, noto anche come terzo assedio di Sluis, campagna di Sluis o battaglia della linea di Oostburg, fu uno scontro combattuto presso la città di Sluis (attuali Paesi Bassi) dal 19 maggio al 19 agosto 1604, nell'ambito della guerra degli ottant'anni. Un esercito anglo-olandese al comando del principe Maurizio d'Orange e di Horace Vere attraversò l'estuario del fiume Scheldt ed avanzò prendendo le città di Cadzand, Aardenburg e IJzendijke agli spagnoli. Questo portò gli olandesi ad attaccare quindi anche il porto interno della città di Sluis, che si trovava nelle mani degli spagnoli.
Inizialmente l'azione si qualificò come un tentativo di sollevare dall'assedio la città di Ostenda che da tre anni si trovava minacciata dagli spagnoli, ma Maurizio dovette ben presto rinunciarvi, preferendo conquistare l'area circostante per indebolire gli spagnoli e distrarli dal suo vero obbiettivo. Anche se alla fine Ostenda cadde nelle mani degli spagnoli, Sluis era un'importante piazzaforte che era necessario annettere ad ogni costo.

## Antefatto
Nel 1600 l'esercito anglo-olandese al comando di Maurizio d'Orange e di sir Francis Vere, aveva sfruttato Ostenda come base per invadere l'area delle Fiandre che si trovava nelle mani degli spagnoli. Dopo la vittoria della battaglia di Nieuwpoort venne fatto un tentativo di conquistare la città di Dunquerque che ospitava da tempo pirati diretti contro le flotte inglesi ed olandesi. Ad ogni modo quest'ultima azione non venne portata a termine per le dispute interne al comando olandese che voleva invece occuparsi come priorità dell'occupazione del resto dei Paesi Bassi spagnoli.

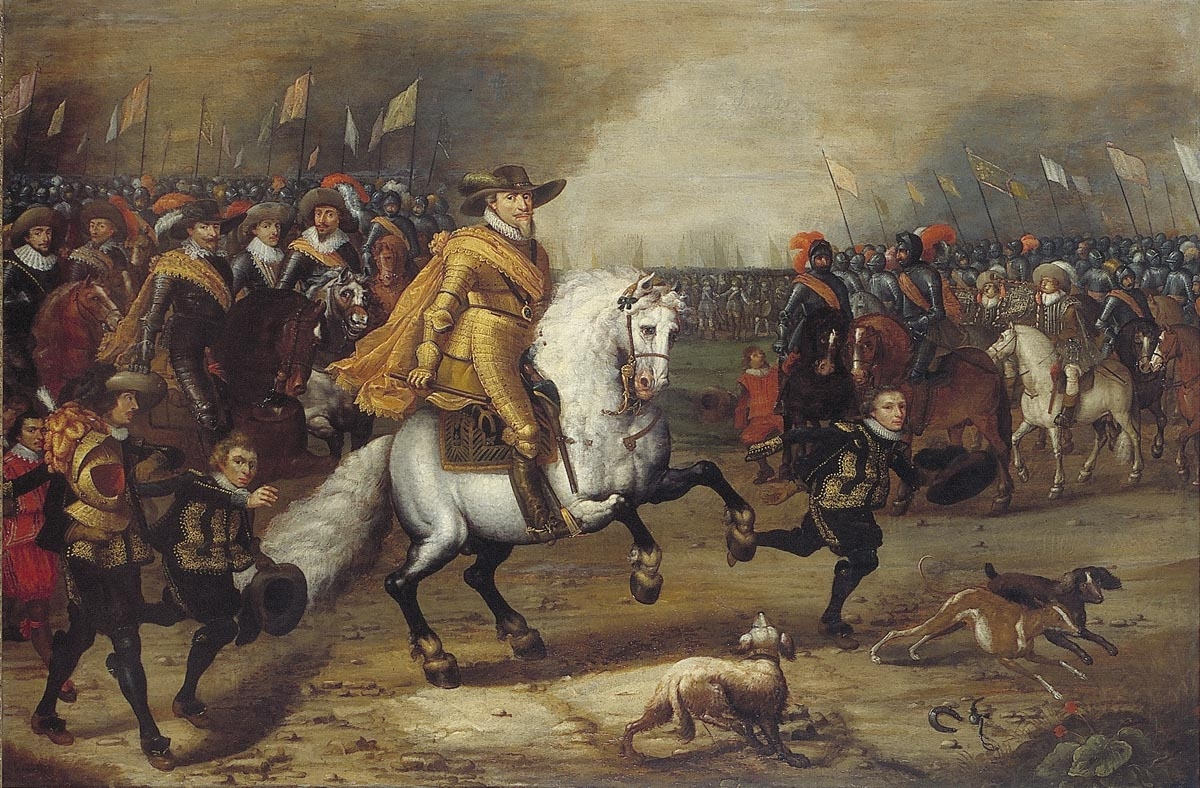
Il principe Maurizio d'Orange

Gli ufficiali a L'Aia stavano disperatamente cercando una frtezza di peso che potesse compensare l'eventuale perdita di Ostenda che, come si è detto, era assediata da lungo tempo ed era allo stremo delle forze. Originariamente l'obbiettivo era Maastricht, ma ben presto l'idea venne archiviata. Lo statista olandese Johan van Oldenbarnevelt sapeva che con la morte della regina Elisabetta I d'Inghilterra il nuovo sovrano Giacomo I avrebbe preferito stringere un accordo di pace con gli spagnoli anziché proseguire la guerra. Il pericolo era a quel punto di ritrovarsi gli inglesi nemici in casa dal momento che molte erano le città che dal 1585 col trattato di Nonsuch erano state concesse a quella potenza alleata e pertanto Oldenbarnevelt pose la sua attenzione alla città di Cadzand, a sud del fiume Scheldt. Era però ad ogni modo necessario trovare un porto interno adatto e per questo venne scelta la città di Sluis.
Sluis era un luogo strategicamente importante per gli Stati Generali olandesi dal momento che la città proteggeva l'ingresso nella regione della Zelanda da nord. Inoltre il sito forniva una testa di ponte nel caso di futuri attacchi. Conquistare Sluis avrebbe assicurato il controllo del corso del fiume Scheldt, che scorreva più avanti nei pressi di Anversa, come pure il controllo dello Zwin, che scorreva nei pressi di Bruges. Gli spagnoli sotto il comando di Alessandro Farnese avevano assediato Sluis nel 1587. Dopo la vittoria anglo-olandese sulla flotta di galee di Federico Spinola nella Battaglia di Narrow Seas nel 1602 Sluis era da allora sotto il blocco navale della marina olandese. Quando le galee dello Spinola tentarono di reagire forzando il blocco di Sluis, vennero distrutte nel 1603. Con le galee spagnole incapaci di fuggire, la città venne rinforzata il più velocemente possibile per contrastare possibili attacchi da sud. Con l'assedio di Ostenda in atto gli spagnoli apparivano sicuri a Sluis. In città, inoltre, vi era una guarnigione di 4500 soldati italiani e spagnoli oltre a un certo numero di marinai, tutti al comando di don Mateo Serrano. Altri 1400 schiavi a bordo di galee (perlopiù turchi) e diverse navi da guerra (tra cui dieci galee da guerra) si trovavano nei pressi della città, dove pure un centinaio di civili si erano detti disposti a combattere per mantenere il controllo della città.

## La campagna militare
Il 18 aprile 1604, Maurizio d'Orange assemblò le proprie forze a Dordrecht, imbarcandosi a Arnemuiden ed a Flessinga. In totale l'armata anglo-olandese constava di 11 000 uomini. Maurizio venne accompagnato dal fratello minore, Federico Enrico, secondo in comando dal momento che sir Francis Vere che si trovava ancora convalescente per le ferite di guerra subite. Le truppe olandesi erano comandate da tre cugini di Maurizio, i conti Ernesto Casimiro di Nassau-Dietz, Luigi Gunther di Nassau e Guglielmo di Nassau-Hilchenbach. Il contingente inglese era composto da 4000 uomini con 600 cavalieri al comando di Horace Vere, fratello di Francis. Altri ufficiali inglesi che presero parte a questa campagna militare furono John Ogle, Edward Harwood ed il comando della cavalleria che venne affidato a Edward Cecil.
Con l'uso di diverse navi, l'esercito anglo-olandese attraversò il fiume Scheldt il 24 aprile e riuscì a sbarcare sulla riva opposta, tra Vulpen e Cadzand.

### Cadzand
Nei due giorni successivi allo sbarco, Hofstede e tutti gli altri forti sull'isola di Cadzand s arresero all'esercito di Maurizio d'Orange. Il giono 30 attraversarono il canale verso Coxie dove conquistarono i forti locali incluso il più grande, quello di Santa Caterina. Ambrogio Spinola, il comandante spagnolo dell'assedio di Ostenda, comprese la minaccia che si stava organizzando ed avanzò verso la città.

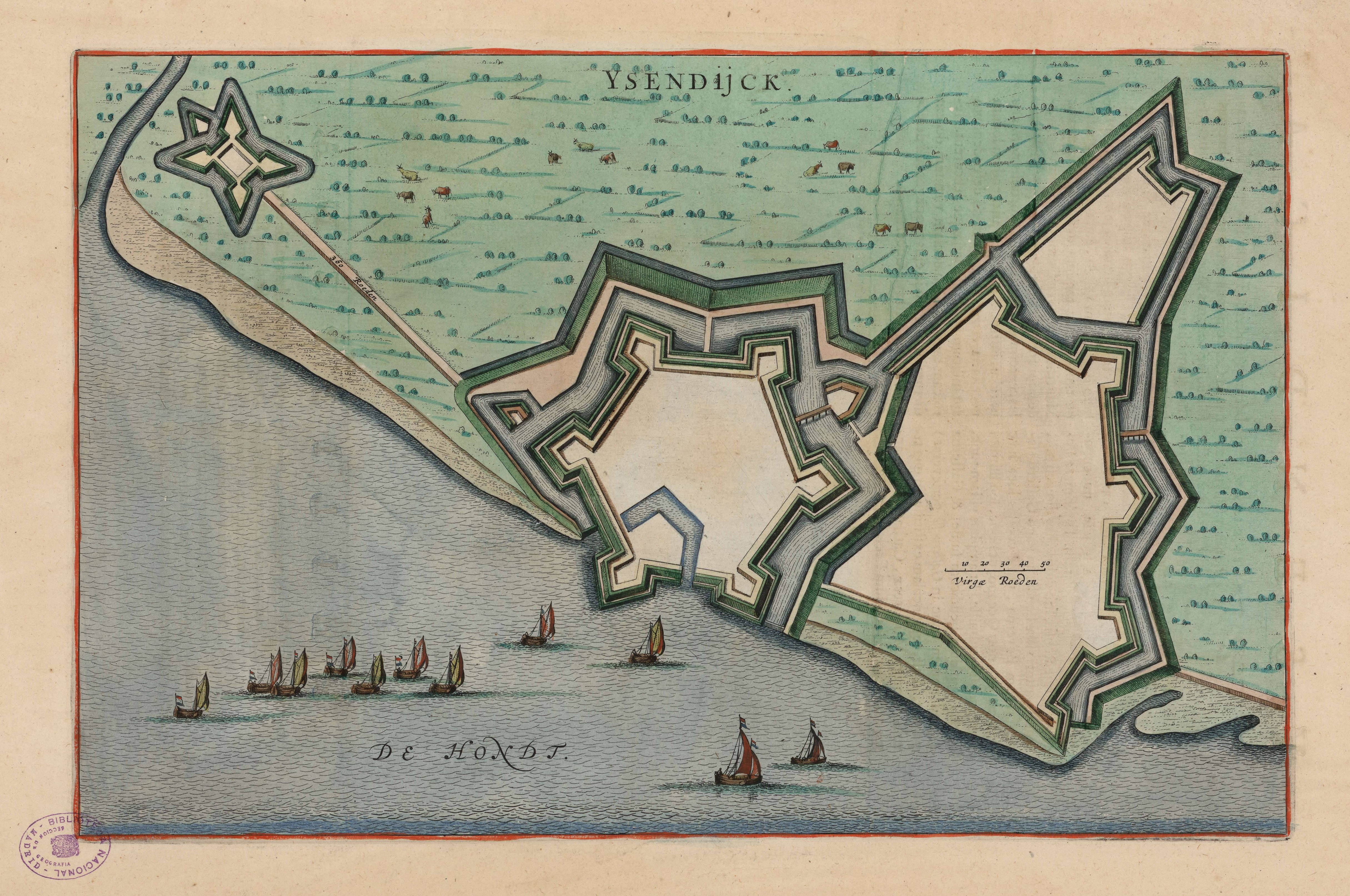
Mappa di IJzendijke

### IJzendijke
L'esercito anglo-olandese si portò dunque verso la città di IJzendijke, una fortezza a tre leghe ad est di Sluis, le cui difese erano composte da una guarnigione prevalentemente composta da italiani che venne investita dagli olandesi il 6 maggio successivo. Prima che l'assedio avesse luogo, una forza di 2000 spagnoli si portò da Sluis a Cadzand col proposito di prendere di sorpresa le forze avversarie. In seicento sbarcarono e squassarono le difese degli olandesi ma non poterono avanzare molto oltre dal momento che le compagnie inglesi e scozzesi tennero dure le loro posizioni. Ricacciati sulle loro imbarcazioni, gli spagnoli si ritirarono ed alcune barche affondarono nello scontro.
Maurizio continuò con l'assedio ed inviò il suo trombettiere a chiedere la resa della guarnigione cittadina. Per tutta risposta, il trombettiere olandese venne ucciso con un colpo di moschetto alla testa, morendo all'istante. Maurizio, adirato per questa violazione delle leggi di guerra, iniziò a scavare le trincee per iniziare a combattere. Il giorno successivo i 600 della guarnigione si arresero e, per ordine di Maurizio, il moschettiere che aveva sparato al trombettiere venne giustiziato.

### Aardenburg
Dopo aver lasciato una piccola guarnigione a IJzendijke l'esercito marciò per due giorni dirigendosi verso Aardenburg. Questa era un'altra città fortificata posta a quattro miglia di distanza a sud di Sluis con una guarnigione di 500 uomini. Con l'avvicinarsi dell'esercito nemico e vedendo che questo era in gran forza, gli spagnoli non ebbero altra scelta che la resa. La presa della città risultò vitale per gli olandesi per avere accesso a una serie di vie d'acqua nella zona.

### La battaglia della linea dell'Oostberg

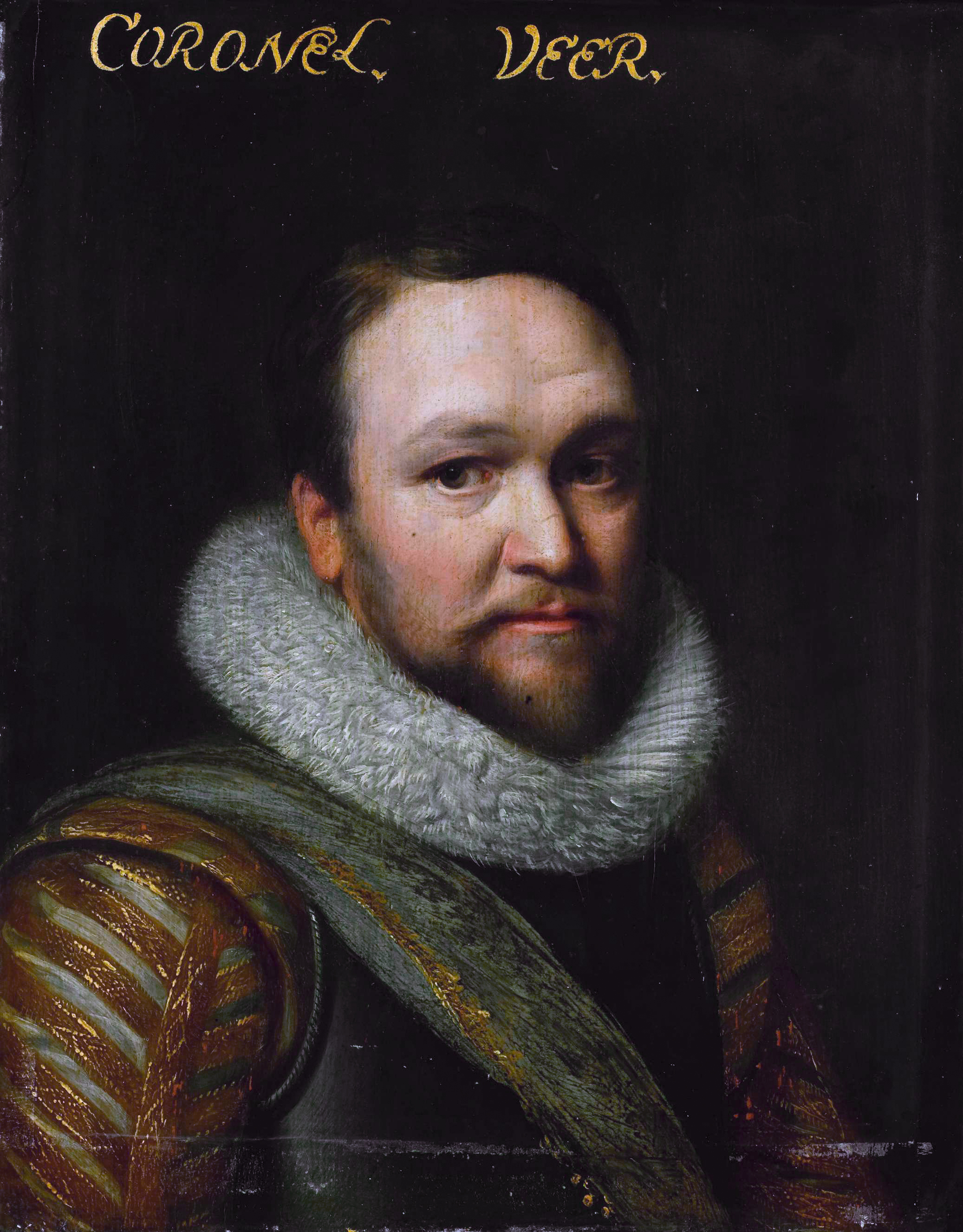
Horace Vere che guidò il contingente inglese nella campagna militare

L'obbiettivo di Maurizio era quello di impossessarsi di tutti gli avamposti militari nelle vicinanze prima di muovere assedio direttamente a Sluis. Prima di muovere un assedio, inoltre, il principe d'Orange sapeva bene che avrebbe dovuto fronteggiare gli eventuali rinforzi degli spagnoli nell'area, primi tra tutti quelli del generale spagnolo don Luis de Velasco. Velasco disponeva di 2000 cavalieri disposti presso un passaggio stretto di fronte a Damme, città posta tra Sluis e Bruges, in una posizione nota come la linea dell'Oostburg.
Il 17 maggio, dopo aver lasciato delle guarnigioni a IJzendijke e ad Aardenburg, le forze anglo-olandesi avanzarono contro gli spagnoli. Il conte Ernest guidò l'avanguardia, con la cavalleria al comando di Marcellus Bacx, ma questi incontrarono una notevole resistenza da parte degli spagnoli. Gli olandesi pertanto dovettero ritirarsi nei pressi di un altro attraversamento.
Sir Horace Vere, vedendo che gli spagnoli stavano guadagnando terreno, reagì con inaudita velocità. Scelse 100 picchieri e 200 moschettieri del reggimento di suo fratello Francis e li pose al comando di Sir Charles Fairfax. Un secondo gruppo di 400 uomini, al comando di Sir John Ogle, l'avrebbe seguito ed un terzo di 200 cavalieri al comando di sir Cecil sarebbe rimasto di supporto in caso di necessità. Il passaggio da attraversare era stretto, circondato da paludi e acque stagnanti rifornite direttamente dall'acqua del mare. Fairfax guidò i suoi uomini all'attacco con grande vigore e costrinse gli spagnol a ritirarsi entro le loro trincee. Molti soldati spagnoli si trovarono impantanati, alcuni fuggirono, altri annegarono o rimasero intrappolati.
Gli spagnoli comandati da Velasco erano stati sconfitti con perdite pesanti. 423 tra morti, feriti o annegati ed altri 400 furono i prigionieri. Maurizio lodò personalmente l'operazione e ringraziò Horace Vere per il valore dimostrato.

### L'assedio di Sluis

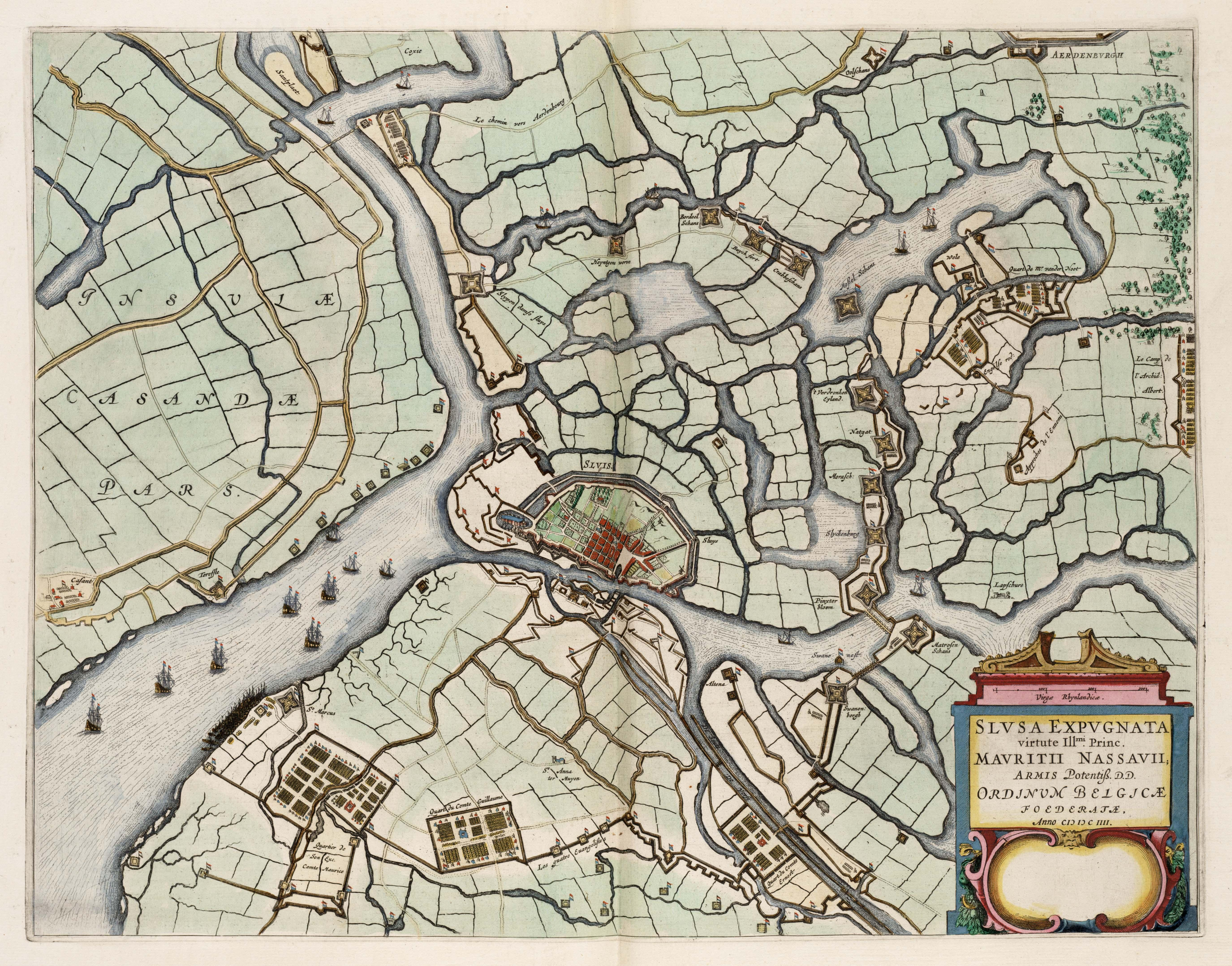
L'esericto anglo-olandese all'assedio di Sluis, stampa dell'Atlas Van Loon

Il 23 maggio l'esercito di Maurizio aveva il completo controllo dei fiumi dell'area. Gli spagnoli avevano ancora nelle loro mani il forte di San Joris con una guarnigione di 300 uomini e 9 cannoni che però erano isolati e ben presto si arresero al punto che gli olandesi iniziarono a considerare di essere pronti per assediare direttamente la città di Sluis. Il colonnello Van der Node, che era stato governatore di Ostenda, attraversò il fiume Zwin in un punto di basse acque con trenta compagnie al suo seguito, dieci delle quali inglesi. Questi si occuparono di fortificare un punto prescelto da Maurizio proprio davanti a Sluis.
Alla fine di maggio l'arciduca Alberto d'Asburgo ordinò al generale Spinola di portarsi in soccorso alla città di Sluis, la quale prese priorità addirittura sull'assedio di Ostenda. Lo Spinola, seppur in disaccordo, inviò 4000 uomini ed un convoglio di provviste alla guarnigione di Sluis. Questa forza venne comunque battuta dagli olandesi ed i carri di provviste vennero conquistati in una serie di imboscate.
Gli assedianti nel frattempo continuarono le loro opere di fortificazione, sia per proteggersi da eventuali sortite degli spagnoli dalla città, sia per attacchi esterni. Maurizio si accampò personalmente a nord della città col conte Ernesto sul lato dello Zwin, il conte Guglielmo ad est ed il colonnello Van der Node ed Horace Vere che occupavano le aree allagate attorno alla città con una flottiglia di vascelli armati.
Dalla fine di giugno era ormai chiaro come l'assedio di Sluis avesse rubato la scena a quello di Ostenda. Quest'ultima città era tra l'altro in rovina e non aveva più valore per gli olandesi. Sluis ad ogni mood era ancora intatta e costituiva un ottimo punto strategico.

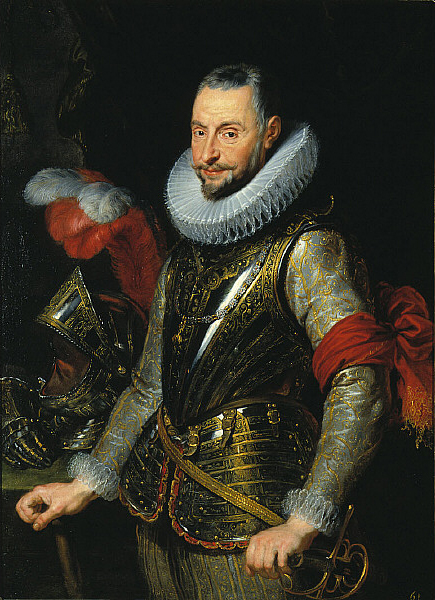
Ambrogio Spinola, il comandante degli spagnoli nella campagna militare di Sluis

Nel luglio di quello stesso anno, lo Spinola fece un nuovo tentativo di salvare Sluis sempre agli ordini dell'arciduca che gli intimò come la Spagna non potesse permettersi di perdere un altro porto nelle Fiandre. Il 28 giugno si accampò tra Bruges e Damme con 10 000 uomini e 600 carri rifornimenti. Avanzò quindi passando Ardenburg. Maurizio si impegnò a realizzare delle trincee in sole quarantotto ore bloccando così di fatto il passaggio agli spagnoli. Posizionò quindi diversi cannoni tra il quartier generale di Van der Node e quello del conte Guglielmo ed aprì un violento fuoco continuo contro il campo dello Spinola. All'interno della città di Sluis civili e soldati soffrivano per la fame e le malattie, ma la notizia che un'armata di rinforzo spagnola si stava dirigendo presso di loro li spinse a considerare un'ultima possibilità di salvezza.
La sera del 6 agosto, Spinola attaccò il campo del conte Guglielmo. Gli spagnoli vennero comunque costretti a ritirarsi dopo che una colonna olandese giunse sul posto e li sconfisse, infliggendo loro perdite per 700 uomini.
Il 18 agosto, dopo due mesi nel tentativo di assistere Sluis, il generale Spinola rinunciò e marciò per tornare all'assedio di Ostenda.
La guarnigione di Sluis era ridotta alla fame, e dei 4000 soldati presenti la metà era incapace di camminare. Il 20 agosto 1604, dopo aver sentito del ritiro delle truppe dello Spinola, il governatore Serrano non ebbe altra scelta che arrendersi alle truppe di Maurizio.
La guarnigione spagnola ottenne il permesso di lasciare la città con i pieni onori militari. Dei soldati spagnoli, 60 morirono di stenti.

## Conseguenze
Il giorno successivamente, il principe d'Orange prese ufficialmente possesso della città per conto del governo olandese e pose suo fratello, il principe Federico Enrico d'Orange alla carica di governatore locale. Oltre alla città, erano state catturate sul posto anche dieci galee spagnole e quindici mercantili con molti beni di valore a bordo. A bordo vennero trovati 84 cannoni d'ottone e 24 in ferro. Gli anglo-olandesi dopo la conquista si dedicarono a rafforzare la città in caso di un contrattacco spagnolo. Le perdite nell'esercito alleato furono minime ma sir John Ogle riportò la perdita di un occhio nello scontro presso la linea dell'Oostberg. Molti ad ogni modo erano i malati (il conte Luigi di Nassau morì di febbre alcuni giorni dopo la resa della città). La notizia della cattura di Sluis venne celebrata in Inghilterra, a Londra, ai St Katharine Docks dove i vasceli spararono a salve in onore della vittoria.
Gli schiavi turchi ritrovati a bordo delle galee degli spagnoli vennero liberati e rimpatriati dagli olandesi sulla costa berbera senza chiedere alcun compenso. Questa buona azione valse agli Stati Generali la sottoscrizione di un proficuo accordo commerciale col dey di Algeri.

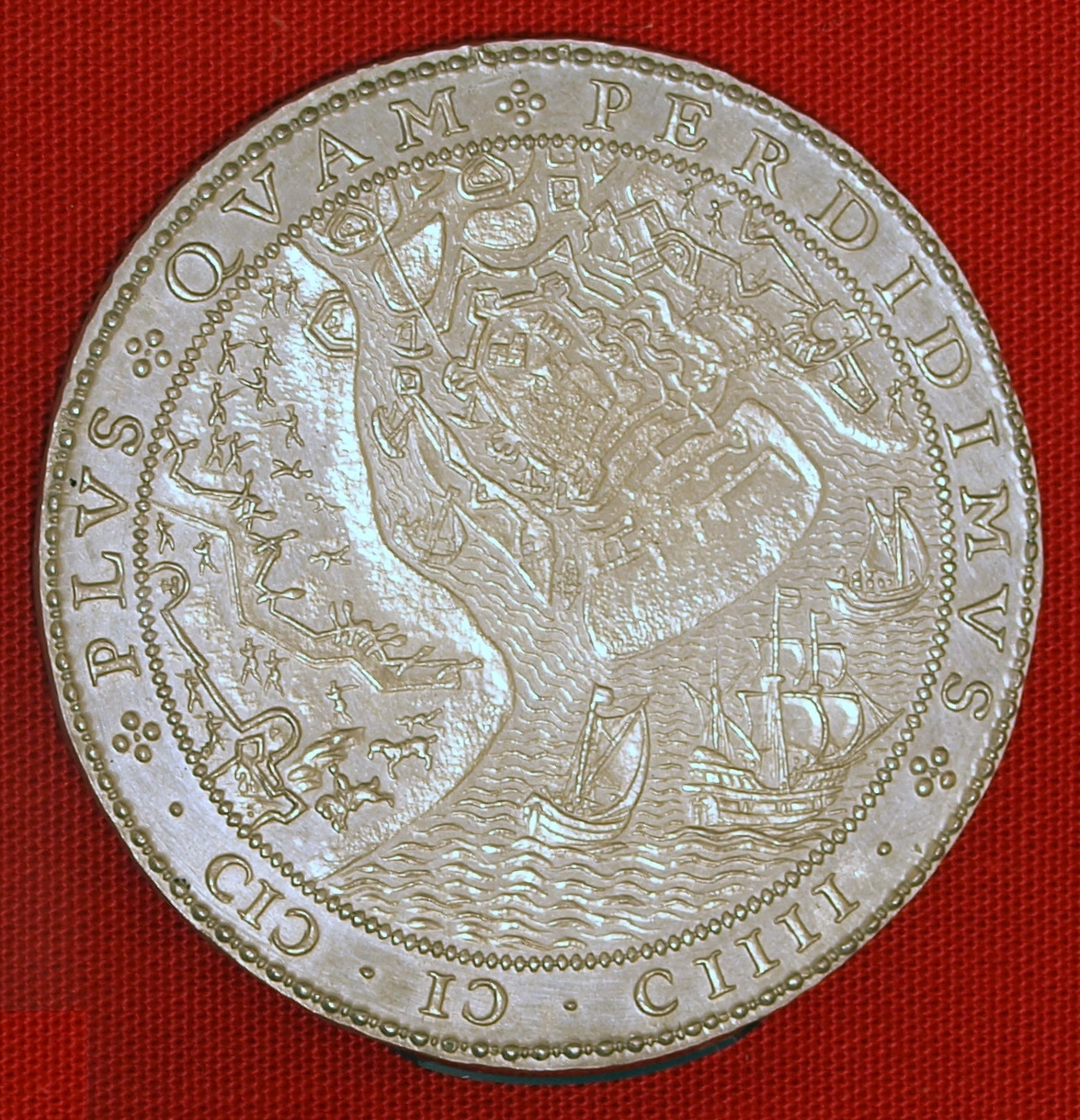
Moneta commemorativa olandese della presa di Sluis del 1604

Il 22 settembre Daniel de Hartaing consegnò Ostenda su ordine di Maurizio: la città era ormai una massa di rovine. Gli spagnoli entrarono in città dopo tre anni di scontri e la guarnigione di 3000 olandesi ottenne il permesso dei pieni onori militari. In ambo gli eserciti belligeranti erano stati moltissimi i morti, i feriti e i malati.
Con la perdita di Sluis, ad ogni modo, gli spagnoli avevano perso un importantissimo porto nelle Fiandre e questo aveva reso nullo il loro intento di ostacolare le vie commerciali degli Stati Generali della repubblica olandese.
Questa fu la penultima battaglia prima della resa di Ostenda con la quale gli inglesi si ritirarono ufficialmente dalla guerra con la Spagna. Col Trattato di Londra, ad ogni modo, gli olandesi ottennero di continuare a reclutare soldati in Inghilterra ma questi avrebbero dovuto essere al soldo completo degli Stati Generali ed avrebbero combattutto come volontari senza le insegne del regno britannico.
Gli spagnoli tentarono di riconquistare Sluis nel 1606, ma l'attacco fallì e la città rimase nelle mani degli olandesi sino ai nostri giorni.